# Masato Fukui
Masato Fukui (福井 理人 Fukui Masato?), född 14 november 1988 i Tottori prefektur, är en japansk fotbollsspelare.
Fukui började sin karriär 2011 i Gainare Tottori. Han spelade 38 ligamatcher för klubben.